# Юстинуссен, Финнур
Финнур Юстинуссен (фар. Finnur Justinussen; 30 марта 1989, Торсхавн, Фарерские острова) — фарерский футболист, нападающий клуба «Викингур» (Гота) и национальной сборной Фарерских островов.

## Биография

### Клубная карьера
В 2006 году попал в клуб «Гота». Вначале выступал во втором дивизионе Фарерских островов за вторую команду, всего за неё сыграл 27 матчей и забил 9 голов. В чемпионате Фарерских островов дебютировал 17 июня 2007 года в выездном матче против Б71 (3:2), Финнур вышел на 73 минуте вместо Пола-Йоханнеса Юстинуссена. В январе 2008 года в ходе слияния команд «Гота» и «Лейрвик» был образован «Викингур», в котором Юстинуссен и продолжил играть. За два года выступлений за «Готу» он провёл 7 матчей.
«Викингуре» он также выступал за вторую команду в первом дивизионе и сыграл в 23 матчах, в которых забил 17 мячей. Также провёл 1 матч и забил 1 гол за третью команду.
В сезоне 2009 он стал лучшим бомбардиром чемпионата, забив 19 мячей в 25 матчах. «Викингур» стал бронзовым призёром, уступив «ЭБ/Стреймуру» и «ХБ Торсхавну», это дало право участвовать команде в квалификации Лиги Европы. Также команда стала обладателем Кубка Фарерских островов 2009, в финале обыграв «ЭБ/Стреймур» (3:2), Юстинуссен забил последний гол «Викингура» в этой игре на 87 минуте. 15 июля 2010 года дебютировал в еврокубках в выездном матче против турецкого «Бешикташа» (3:0), Юстинуссен отыграл весь матч. В ответной игре «Викингур» также уступил «Бешикташу» (0:4), Финнур отыграл весь матч. По итогам двух встреч команда уступила туркам со счётам (7:0) и покинула турнир.

### Карьера в сборной
В составе молодёжной сборной Фарерских островов до 21 года провёл 8 матчей в отборочном турнире на чемпионат Европы 2011 в Дании. Фареры в своей группе заняли предпоследнее 5 место, обогнав лишь Андорру. В выездном матче против Молдавии (1:0), Юстинуссен получил две жёлтые карточки и был удалён с поля на 84 минуте.

## Достижения
- Бронзовый призёр чемпионата Фарерских островов (1): 2009
- Обладатель Кубка Фарерских островов (1): 2009
- Лучший бомбардир чемпионата Фарерских островов (1): 2009